# سقف کرمیت

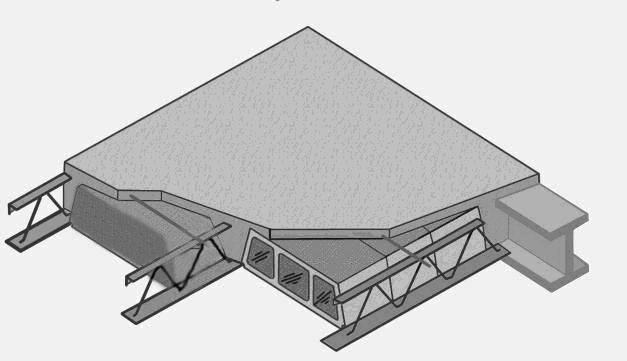
تیرچه کرمیت و بلوک سیمانی/ پلی استایرن

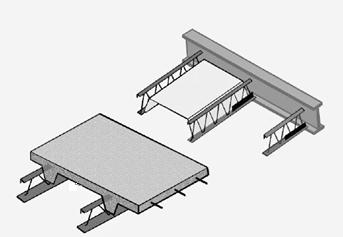
قالب موقت

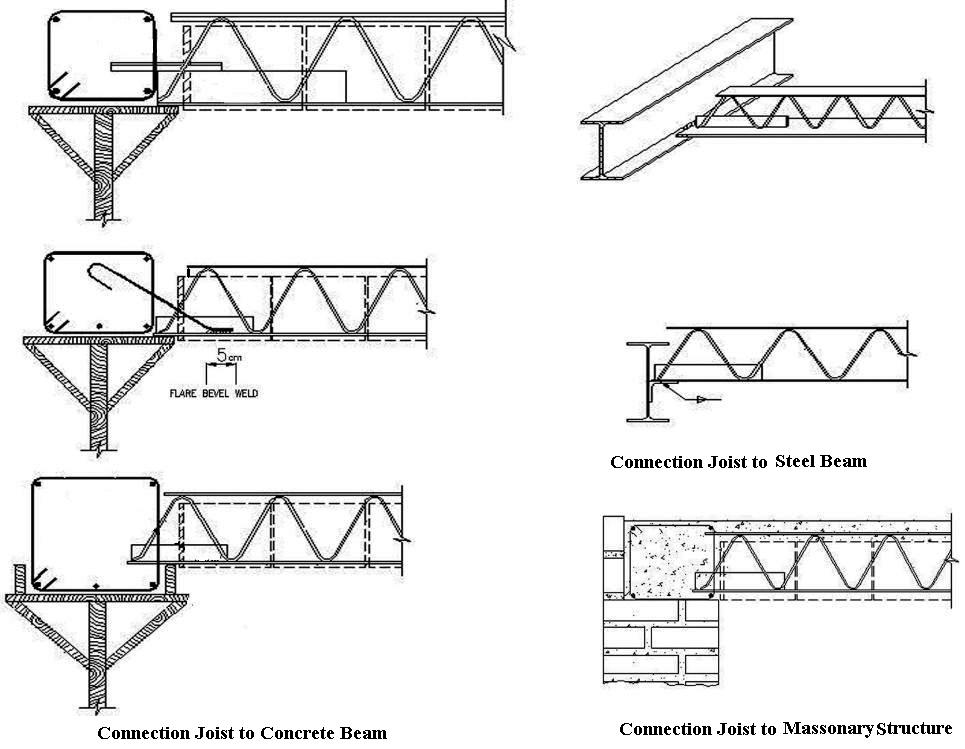
جزئیات اتصال به سازه

سقف کرومیت به سقف‌هایی گفته می‌شود که با استفاده از تیرچه‌های با جان باز در ترکیب با بتن ساخته می‌شود.

## تاریخچه
در سال ۱۳۵۶ بر اساس بهره‌گیری از آئین‌نامه‌های AISC ،ACI ،SJI این سبک از سقف‌ها طراحی و به جامعه مهندسی معرفی شد. در سال ۱۳۵۸ هم با حمایت سازمان پژوهش‌های ایران و بعد از آزمایش‌های لازم توسط دانشگاه پلی تکنیک تهران و مرکز تحقیقات ساختمان و مسکن (BHRC) وارد بازار مصرف گردید و در سال ۱۳۶۲ موفق به ثبت اختراع تحت شماره ۲۲۴۴۵ در اداره ثبت علایم و اختراعات و مالکیت صنعتی گردید. این طرح در بازار به نام سقف کرمیت معروف است و با توجه به مصطلح شدن این نام توسط کمیسیون استاندارد ۱۲۹۷۷؛ این نام رسماً بر روی آن گذاشته شده‌است.

## اصول طراحی
الف) قبل از گرفتن بتن
در این مرحله تیرچه‌های فولادی باید طوری طراحی شود که به تنهایی قادر به تحمل کلیه بارهای مرده قبل از گرفتن بتن (به استثنای حالتی که این دسته از بارها به کمک پایه‌های موقت نگهداری می‌شوند) باشد. 
ب) بعداز گرفتن بتن
دراین مرحله مقطع مرکب شامل تیرچه فولادی و بتن باید بتواند کلیه بارهای وارده به سقف را تحمل نماید.

## طراحی اقتصادی سقف کرمیت
استفاده از سقف‌های تیرچه بلوک در ساختمان‌های متعارف بسیار مرسوم می‌باشد. از مهم‌ترین مزایای سقف تیرچه بلوک در مقایسه با سایر سقف‌ها نظیر طاق ضربی و دال مسلح یکپارچه می‌توان به موارد زیر اشاره کرد:
- به علت استفاده از بلوک‌های توخالی و حذف بتن منطقه کششی در مصرف بتن صرفه جوئی قابل توجهی صورت می‌گیرد.
- به علت پیش ساخته بودن تیرچه بلوک، نصب سقف بسیار سریع و آسان بوده و به کارگران متخصص قالب بندی و آرماتور بندنیازی نمی‌باشد.
- از نظر اجرا در سقف‌های تیرچه بلوک بتن ریزی به صورت یکپارچه انجام می‌شود و بتن کمتری نسبت به سقف‌های بتن آرمه متداول مورد نیاز است.[۴]

## مجموعه روشهای اجرای سقف کرمیت
الف) سقف کرمیت با قالب دائمی:
- تیرچه کرمیت و بلوک پلی‌استایرین
- تیرچه کرمیت و بلوک سیمانی

ب) موقت (کامپوزیت کرمیت):

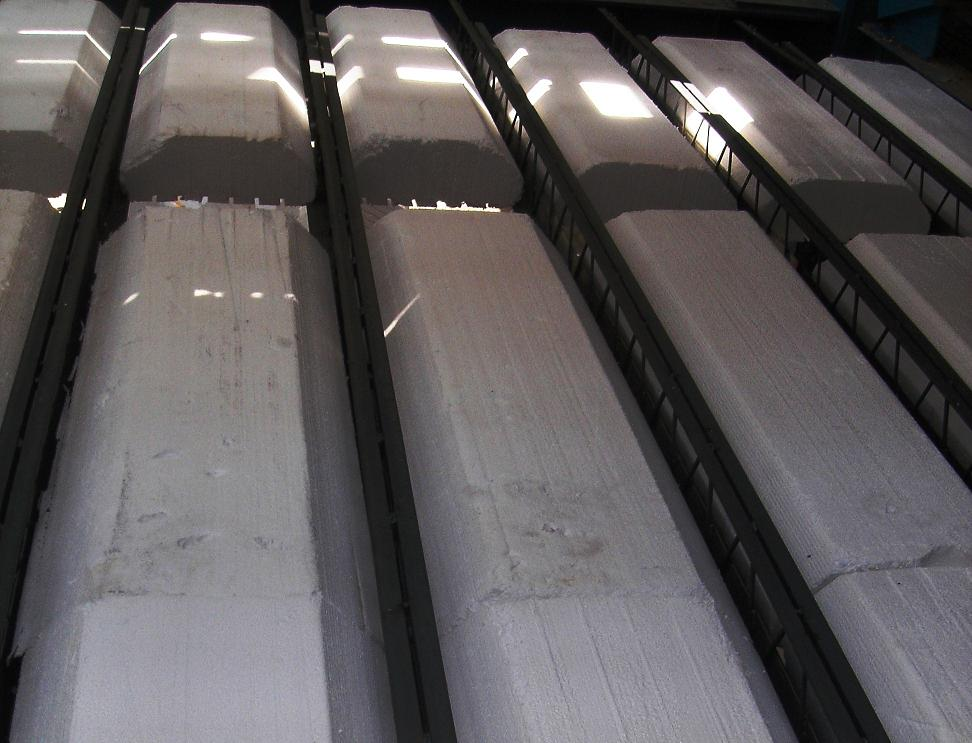
قالب ماندگار (پلی ساتایرن)

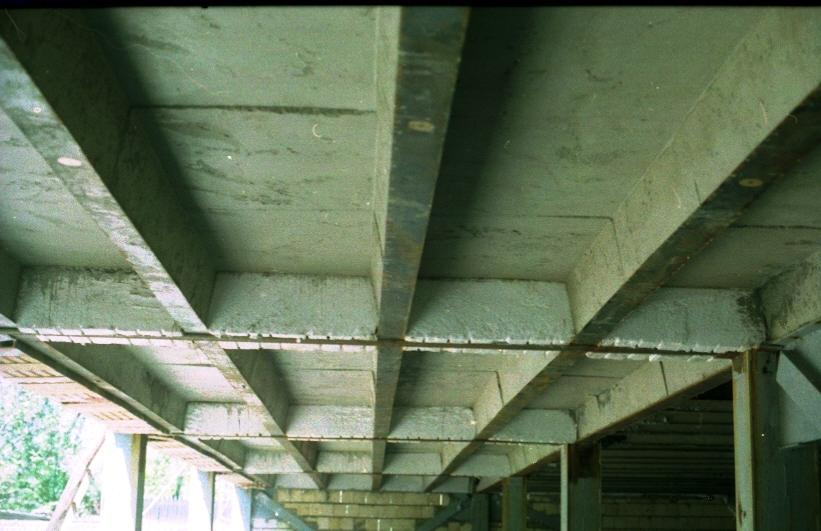
سقف کامپوزیت کرمیت

- سقف کرمیت با استفاده از قالب پلاستیکی قابل استفاده مجدد(Removable).
- سقف کرمیت با استفاده از قالب فلزی قابل استفاده مجدد(Removable)

## قابلیت کاربردی در کلیه موارد سقف‌ها
این سقف در کلیه سازه‌های بتنی و فولادی، مساکن شهری و روستایی و مناطق زلزله زده و حادثه دیده مانند زلزله اخیر آذربایجان و ساختمان‌های صنعتی، اداری وتجاری به‌کار برده می‌شود.

## الزامات طراحی ساخت
طراحی سقف کرمیت براساس نشریه ۱۵۱ و ۵۴۳ سازمان مدیریت و برنامه‌ریزی کشور می‌باشد. روش‌های ساخت و فولاد و بتن مصرفی همچنین روش‌های اجرا و ملزومات تحت شماره ۱۲۹۷۷ سازمان ملی استاندارد ایران می‌باشد.